# Glaucopsyche unipuncta
Glaucopsyche unipuncta är en fjärilsart som beskrevs av Hans Rebel 1909. Glaucopsyche unipuncta ingår i släktet Glaucopsyche och familjen juvelvingar. Inga underarter finns listade i Catalogue of Life.